# Давайте все убьём Констанцию
«Давайте все убьём Констанцию» — детективный роман американского писателя Рэя Брэдбери, опубликованный в 2002 году. Повествуемый от имени неназванного лос-анджелесского писателя, с действием, происходящим в 1960 году, он рассказывает о неожиданном визите стареющей голливудской актрисы Констанции Раттиган, которая дает писателю два смертных списка, первый — известные люди — с именем Констанция на одном из них и постепенным разгадыванием тайны рассказчиком с помощью частного детектива Элмо Крумли.
Рассказчик посещает перечисленных людей по порядку, все они умирают при загадочных обстоятельствах вскоре после этого. Подозрительно, что каждый из них утверждает, что встретил Констанцию, которая всегда бежит на шаг впереди рассказчика. Является ли Констанция истинным убийцей или кто-то пытается разорвать все связи с ее сообщниками, прежде чем окончательно убить ее?
«Давайте все убьем Констанцию» — это продолжение «Смерть — дело одинокое» (1985) и «Кладбище для безумцев» (1990).
В романе упоминается более известная работа Рэя Брэдбери «451 градус по Фаренгейту» в главе 16. В нём главный герой размышляет о возможности людей использовать книги для разжигания огня в будущем.